# Милован Матовић
Милован Матовић (Kрагујевац, 4. мај 1955) српски је специјалиста нуклеарне медицине, универзитетски професор и научни радник.

## Биографија
Дипломирао је 1980. и магистрирао 1991. на Медицинском факултету Универзитета у Београду.
Он је специјалиста нуклеарне медицине и субспецијалиста медицинске информатике.
Матановић је шеф Катедре за нуклеарну медицину на Факултету медицинских наука.
Аутор је и коаутор у преко две стотине публикација, од чега око четрдесет научних радова објављено у часописима са Thomson-Reuters листе.
Запослен је при Центру за нуклеарну медицину Клиничког центра Крагујевац, чији је руководилац.
Добитник је две награде коју додељује Удружење нуклеарне медицине Србије, награде ”Милован Антић”, за најбољи рад публикован у претходној години у међународним часописима.
Његови поједини радови цитирани су у престижним струковним америчким часописима.

## Одабрани радови
- Matović M., Pendić S., Radošević J. i Živković M. Prikaz programa "Feroda" za obradu podataka dobijenih u toku ispitivanja ferokinetike kod bolesnika sa različitim hematološkim oboljenjima Srpski arhiv za celokupno lekarstvo. (1988);116:403-411[3]
- Jeremic, B.; Acimovic, L. J.; Matovic, M. (1993). „Carboplatin and etoposide in patients with advanced gastric cancer”. J Chemotherapy. 5 (4): 266—270. PMID 8229156. doi:10.1080/1120009X.1993.11755467.
- Jeremić B., Živić Đ., Matović M., Marinković J. „Cisplatin and 5-Fluorouracil as induction chemiotherapy followed by radiation therapy in metastatic squamous cell carcinoma of an unknown primary tumor localized to the neck. Cisplatin and 5-Fluorouracil as induction chemiotherapy followed by radiation therapy in metastatic squamous cell carcinoma of an unknown primary tumor localized to the neck”. J Chemotherapy. 5 (4): 262—265. 1993.
- Jeremić B., Đurić Lj., Đorđević S., Ćirović V., Milojević Lj., Stanisavljević B., Matović M., Mijatović Lj.: „Hemioterapijski protokol karboplatin-etopozid-bleomicin u lečenju bolesnika s metastatskim neseminomskim tumorima germinacionih ćelija testisa s dobrom prognozom”. Srpski Arhiv Za Celokupno Lekarstvo. 122 (9–10): 257—9. 1994. PMID 17977429. * Jeremić B., Đurić Lj., Jevremović S., Stefanović K., Matović M.: Produžena oralna primena etipozida u lečenju bolesnika s napredovalim nemikrocelularnim karcinomom pluća. „II faza kliničke studije”. Srpski Arhiv Za Celokupno Lekarstvo. 124 (3–4): 65—8. 1996.
- Janković S., Matović M., Milovanović D., Igrutinović I.: „Sensitization of rat gastrointestinal tract to acetylcholine and histamine produced by X-radiation”. Acta Pharmacologica Hungarica. 85 (3): 215—230. 1998.
- Janković, S. M.; Milovanović, D.; Matović, M.; Irić-Cupić, V. (1999). „The effects of excitatory amino acids on isolated gut segments of the rat”. Pharmacological Research. 39 (2): 143—148. PMID 10072705. doi:10.1006/phrs.1998.0422.
- Matović M., Ravlić M., Mitrović S., Mijatović Lj.: „Construction of a Simple Low-Cost Interface Between Old Model Gamma Scintillation Camera and Personal Computer”. Hell Journal of Nuclear Medicine. 3: 109—112. 2000.
- Milovanović R.D., Matovic M., Milicic B., Jankovic S. (2002). „Significant Variations Of Responsiveness Of Rat Gut Smooth Muscles To Glutamate”. Pol J Pharmacol. 54 (5): 507—511. PMID 12593538.
- Matović M, Mijatović L, Tončev S, Milojević S, Novaković B: A Common Carotid Artery Aneurysm Presented as Nodular Goiter. „A Case Report with Extensive Review of the Literature”. Hell Journal of Nuclear Medicine. 5: 154—160. 2003.
- Matovic, Milovan D.; Jankovic, Slobodan M.; Jeremic, Marija; Tasic, Zoran; Vlajkovic, Marina (2009). „Unexpected Effect of Furosemide on Radioiodine Urinary Excretion in Patients with Differentiated Thyroid Carcinomas Treated with Iodine 131”. Thyroid. 19 (8): 843—848. PMID 19519221. doi:10.1089/thy.2008.0400.
- Matovicć M, Jankovic S, Jeremic M, Novakovic M, Milosev M, Vlajkovic M (2009). „Effect of furosemide on radioiodine-131 retention in mice thyroid gland”. Hell Journal of Nuclear Medicine. 12 (2): 129—131.
- Janković S, Djordjevic N, Matovic M (2011). „Resistance rates of Pseudomonas aeruginosa and Acinetobacter species causing ventilator -associated pneumonia do not always correlate with utilisation of antibiotics”. Journal of Hospital Infection. 77 (1): 77—78. PMID 21122946. doi:10.1016/j.jhin.2010.09.015.
- R. Dzodić, B. Mikic, I. Djurisic, M. Buta, M. Oruci, M. Matovic, V. Djukic. „Surgical treatment of locally advanced thyroid carcinoma with larynx infiltration-video presentation”. European Journal of Surgical Oncology. 38 (9): 758. 2012. doi:10.1016/j.ejso.2012.06.086.
- Matovic, Milovan; Jankovic, Slobodan; Jeremic, Marija; Vlajkovic, Marina; Matovic, Vesna (2012). „Online Remote Monitoring of Patients with Differentiated Thyroid Carcinomas and Neuroendocrine Tumors Treated with High Doses of Radionuclides”. Telemedicine and e-Health. 18 (4): 264—270. PMID 22400969. doi:10.1089/tmj.2011.0105. 4
- Matović M, Jankovic S, Lazarevic T, Jeremic M, Vlajkovic M (2012). „Furosemide increases thyroid uptake of radioiodine in an anuric patient”. Hell Journal of Nuclear Medicine. 15 (1): 66—67.
- Matović M (2013). „Preparation for radioiodine therapy: how to increase therapeutic efficacy and accelerate unbound radioiodine excretion”. Vojnosanitetski Pregled. 70 (5): 504—510. PMID 23789291. doi:10.2298/VSP1305504M.
- Jeremić M, Matovic M, Jankovic SM, Milosev M, Novakovic M, Spasojevic-Tisma V, Urosevic V. Comparison of three methods used for measurement of radioiodine fixation in thyroid gland of mice. „Nuclear Technology &”. Radiation Protection. 28 (2): 225—231. 2013.
- Ignjatović V, Matovic M, Vukomanovic V, Jankovic S, Dzodic R (2013). „Is there a link between Hashimoto's thyroiditis and primary hyperparathyroidism? A study of serum parathormone and anti-TPO antibodies in 2267 patients”. Hell Journal of Nuclear Medicine. 16 (2): 86—90.
- Milovanovic, Olivera; Milovanovic, Jasmina R.; Djukic, Aleksandar; Matovic, Milovan; Lucic, Aleksandra Tomic; Glumbic, Nenad; Radovanovic, Ana; Jankovic, Slobodan M. (2015). „Population pharmacokinetics of 25-hydroxyvitamin D in healthy young adults”. Int. Journal of Clinical Pharmacology and Therapeutics. 53 (1): 1—8. PMID 25407256. doi:10.5414/CP202185.
- Dzodic, Radan; Buta, Marko; Markovic, Ivan; Gavrilovic, Dusica; Matovic, Milovan; Djurisic, Igor; Milovanovic, Zorka; Pupic, Gordana; Tasic, Slobodan; Besic, Nikola (2014). „Surgical management of well-differentiated thyroid carcinoma in children and adolescents: 33 years of experience of a single institution in Serbia”. Endocrine Journal. 61 (11): 1079—1086. PMID 25132169. S2CID 37933269. doi:10.1507/endocrj.EJ14-0226.
- Vlajković, Marina; Rajić, Milena; Ilić, Slobodan; Stević, Miloš; Kojić, Marko; Živković, Vesna; Karanikolić, Aleksandar; Matović, Milovan (2015). „The influence of Ki-67 proliferation index on Tc-99m-EDDA-HYNIC-TOC somatostatin receptor scintigraphy in patients with carcinoids”. Open Chemistry. 13. S2CID 97161626. doi:10.1515/chem-2015-0042.
- Ignjatovic, V. (2015). „Influence of Hydrochlorothiazide on Urinary Excretion of Radioiodine in Patients with Differentiated Thyroid Cancer”. Acta Endocrinologica (Bucharest). 11 (3): 396—400. doi:10.4183/aeb.2015.396.
- Vukomanovic, V. (2015). „Adrenocorticotropin-Producing Pituitary Adenoma Detected with 99mTchexakis- 2-Methoxy-Isobutyl-Isonitrile Aingle Photon Emission Computed Tomography. A Case Report”. Acta Endocrinologica (Bucharest). 11 (2): 253—256. doi:10.4183/aeb.2015.253.
- Matovic, Milovan D.; Jeremic, Marija; Jankovic, Slobodan; Urosevic, Vlade; Ravlic, Miroslav; Vlajkovic, Marina (2015). „THYRPAN-TM Prototype: New System for Online Telemonitoring of Patients with Thyroid Carcinoma During the Treatment with a High Dose of Radioiodine”. Telemedicine and e-Health. 21 (9): 756—760. PMID 25955024. doi:10.1089/tmj.2014.0146.
- Milovanovic, O. Z.; Milovanovic, J. R.; Djukic, A.; Matovic, M.; Lucic, A. T.; Glumbic, N.; Radovanovic, A. M.; Jankovic, S. M. (2015). „Variation in vitamin D plasma levels according to study load of biomedical students”. Jankovic Acta Poloniae Pharmaceutica. 72 (1): 213—215. PMID 25850217.
- Milovanovic, D. R.; Stanojevic Pirkovic, M.; Zivancevic Simonovic, S.; Matovic, M.; Djukic Dejanovic, S.; Jankovic, S. M.; Ravanic, D.; Petronijevic, M.; Ignjatovic Ristic, D.; Mladenovic, V.; Jovanovic, M.; Nikolic Labovic, S.; Pajovic, M.; Djokovic, D.; Petrovic, D.; Janjic, V. (2016). „Parameters of calcium metabolism fluctuated during initiation or changing of antipsychotic drugs”. Psychiatry Investig. 13 (1): 89—101. PMC 4701691 . PMID 26766951. doi:10.4306/pi.2016.13.1.89.
- Violeta M. Irić Cupić, Goran T. Davidovic, Marijana S. Petrovic, Anita S. Ivosevic, Vladimir S. Janjic, Ivan B. Simic, Rada M. Vucic, Vladimir S. Zdravkovic, Srdjan M. Milanov, Milovan D. Matovic, Vesna D. Ignjatovic, Vladimir S. Ignjatovic. The effects of neuroleptics on regional and global parameters of left ventricular function assessed by 3d-echocardiography and radionucleide ventriculography. Acta Poloniae Pharmaceutica − Drug Research, vol. 74 (2017), issue no. 6. In press